# Sanada Yukitaka
 (octobre 2019).
Si vous disposez d'ouvrages ou d'articles de référence ou si vous connaissez des sites web de qualité traitant du thème abordé ici, merci de compléter l'article en donnant les références utiles à sa vérifiabilité et en les liant à la section « Notes et références ».
Sanada Yukitaka (真田幸隆, vers 1513-8 juin 1574) est un daimyo de l'époque Sengoku de l'histoire du Japon qui devient un des 24 généraux de Shingen Takeda, devenu son vassal après une longue et âpre lutte contre lui.

## Biographie
Pour le compte de Shingen, Yukitaka mène le siège du château de Toishi en 1550 et 1551, et fut l'un des trois généraux à être nommés danjōchū par Shingen.

## Généalogie
Yukitaka était le père de trois fils dont Masayuki Sanada et le grand-père de Yukimura Sanada.